# Hasan Azis
Hasan Azis Ismail (né le 16 avril 1969 à Kărdžali) est un homme politique bulgare du Mouvement des droits et libertés (DPS), parti qui représente en Bulgarie la minorité turque et musulmane. Il a passé son enfance au village de Most près de Kărdžali. Ingénieur de formation, il est diplômé de l'Université d'architecture, de génie civil et de géodésie de Sofia (spécialité génie civil et industriel). Parallèlement à sa formation d'ingénieur, il a étudié le marketing et la gestion à l'Université d'économie nationale et mondiale de Sofia. Il est maire de l'obština de Kărdžali depuis 2003. Il a été réélu en 2007. Il est marié et père d'une fille.